# 동티
동티(動土) 또는 지벌(지罰)이란 금기를 범한 짓의 대가로 치르게 되는 재앙이다.
인간사회의 법칙과 논리로 이해와 제어가 불가능한 사건이 일어났을 때, 이것을 초자연적 존재의 개입의 발현이라고 생각하는 주술적 해석이자 설명이다. 저주와 비슷하지만, 동티는 어떤 금기를 어기게 됨으로써 당연하게 발생하는 예측가능한 것이고, 저주는 어떤 주체가 행하는 "저주행위"에 의해 성립하는 것이며, 발생을 예견할 수 없는 것이다.
일본 민속에서는 금기를 범해서 치르는 죗값으로서 탈이 나는 동티를 타타리(일본어: 祟り), 악의적인 술자의 능동적 시전으로 인해 발생하는 저주를 노로이(일본어: 呪い)라고 한다.